# Zanthoxylum deremense
Zanthoxylum deremense là một loài thực vật thuộc họ Rutaceae. Loài này có ở Malawi và Tanzania.